# Igranka
Az Igranka (magyarul: Buli) a montenegrói Who See formáció dala, mellyel Montenegrót képviselték a 2013-as Eurovíziós Dalfesztiválon Malmőben. A dalban jelöletlenül közreműködik Nina Žižić. A dal belső kiválasztás során nyerte el a dalversenyen való indulás jogát.

## Eurovíziós Dalfesztivál
2012. december 20-án a Radio i televizija Crne Gore bejelentette, hogy a formációt választották ki, hogy képviseljék Montenegrót a következő Eurovíziós Dalfesztiválon. 2013. február 1-jén vált hivatalossá, hogy a duóhoz csatlakozik Nina Žižić is. Versenydaluk és a hozzá készült videóklip március 14-én jelent meg.
A dalt először a május 14-én megrendezésre került első elődöntőben fellépési sorrendben kilencedikként adták elő, a Hollandiát képviselő Anouk Birds című dala után és a Litvániát képviselő Andrius Pojavis Something című dala előtt. Az elődöntőben a szavazatok alapján nem került be a dal a május 18-án megrendezésre került döntőbe. Ez volt sorozatban az ötödik alkalom, hogy Montenegró nem jutott tovább az elődöntőből.

### Kapott pontok
Első elődöntő
| Pont | Ország           |
| ---- | ---------------- |
| 12   | Szerbia          |
| 8    | Ukrajna          |
| 6    | Horvátország     |
| 6    | Moldova          |
| 5    | Dánia            |
| 2    | Fehéroroszország |
| 2    | Svédország       |
| 41   | Összesen         |